# Dembo Jelena
Dembo Jelena (születési neve: Jelena Vlagyimirovna Gyembo) (Szovjetunió, Penza, 1983. december 8. –) orosz–izraeli–magyar–görög sakkozó, női nemzetközi nagymester, nemzetközi mester, U20 korosztályos rapidsakk Európa-bajnok, női egyéni Európa-bajnoki bronzérmes, csapatban Európa-bajnoki ezüstérmes, magyar és görög sakkolimpikon, magyar bajnok, Izrael U20 korosztályos lány bajnoka, sakkszakíró, sakkedző.

## Élete és sakkpályafutása
Anyja Nagyezsda Fokina, a Szovjetunió sakkmestere, nyelvész, sakkújságíró és edző. 1967-ben Oroszország U20 korosztályos bajnoka, később arany és ezüstérmet nyert a Szovjetunió sakkcsapat bajnokságán. 1992-ben Izrael válogatottjának tagja volt a manilai sakkolimpián. Apja zongoraművész, aki a Leningrádi Zeneakadémián szerzett diplomát, emellett sakkedző, újságíró és pszichológus. Ő tanította meg a sakkjáték elemeire hároméves korában.
Hároméves és kilenc hónapos korában vett részt első sakkversenyén a 9-12 éves fiúk korosztályában. Hétéves korában szüleivel Izraelbe költözött, és itt élt 14 éves koráig. Szülei sakkakadémiát szerveztek, amelynek 30-nál több országból több, mint 100 hallgatója volt. Az akadémia hallgatói 30 nemzeti bajnoki címet szereztek, melyek közül Jelena egymaga ötöt, közte az U20 korosztályos bajnoki címet.
13 éves korától kezdve sakkoktató. Az iskolában felmentést kapott a tanórák látogatása alól, és fizetésért a 11-12. évfolyamokon oktatott.
Sakkozói karrierje előrelendítése érdekében 14 éves korában Magyarországra költöztek. 1998 és 2003 között éltek Magyarországon, ez idő alatt sakkoktatással foglalkozott, és 2003-ban megnyerte a magyar női sakkbajnokságot. A magyarországi évek alatt beválogatták az U18 korosztályos magyar lányválogatottba, illetve a magyar nemzeti válogatott csapat tagjaként részt vett egy sakkolimpián, valamint a nemzeti csapatok Európa-bajnokságán. Magyarországon töltött évei alatt szerezte meg a női nemzetközi nagymesteri címet (2001) és a férfi nemzetközi mesteri címet (2003).
2003 végén költözött Athénba, ahol 2004. májusban férjhez ment Szotirisz Logothetisz görög üzleti tanácsadó és sakkszervezőhöz. Nem sokkal később görög állampolgárságot kapott. Jelenleg Görögországban él.
2005-ben bronzérmet szerzett az Európa-bajnokságon, amelyen 2006-ban a 6. helyet szerezte meg. 2008-ban kvalifikálta magát a Világkupán való részvételre.

## Olimpiai részvételei
Első alkalommal 2002-ben vett részt sakkolimpián, akkor az 5. helyezett magyar női válogatott 2. táblás játékosaként.
2004 és 2012 között öt alkalommal a görög válogatott első táblásaként szerepelt a sakkolimpiákon.

## Csapateredményei
2000-ben és 2001-ben a magyar U18 válogatott csapat első táblás tagjaként vett részt a korosztályos csapat Európa-bajnokságon, amelyen 2000-ben a csapat az 5. helyen végzett, egyéniben bronzérmet szerzett, míg 2001-ben csapatban is, egyéniben is ezüstérmes lett.
2001-ben és 2003-ban a magyar válogatott csapat tagjaként vett részt a sakkcsapat Európa-bajnokságon, amelyek közül 2003-ban a csapattal ezüstérmet nyert, egyénileg a mezőnyben a 4. legjobb eredményt érte el az első táblán. 2005-2011 között a görög válogatott első táblásaként vett részt az Európa-bajnokság küzdelmeiben.
2011-ben a görög válogatott csapat első táblásaként szerepelt a sakkcsapat világbajnokságon, amelyen a csapat a 8. helyet szerezte meg, egyéni eredménye tábláján a mezőnyben a 7. volt.
Több ország nemzeti csapatbajnokságában játszott, így Izraelben, Horvátországban, Magyarországon az Atomerőmű Paks csapatában, Németországban a női és férfiligában egyaránt, a Turm Emsdetten csapatában, Jugoszláviában a RAD Belgrádban, Görögországban, Törökországban a Besiktas Jimnasik S.K. csapatában, Romániában a CS Cotnari-Politehnica Iaşi csapatában, Ausztriában az SK Vösendorfban, valamint a brit „Négy Nemzet Sakkligában”. A „Négy Nemzet Sakkligában” 2005-ben és 2006-ban az első helyen végzett Wood Green London csapatának tagja volt.

## Kiemelkedő versenyeredményei
- 2000: 1. helyezés, nemzetközi mesterverseny, Neukloster[13]
- 2001: 2. helyezés, FS03 IM-A nemzetközi mesterverseny, Budapest[14]
- 2001: 2-6. helyezés, Magyar női sakkbajnokság[15]
- 2002: 3-4. helyezés, 50. Magyar egyéni női sakkbajnokság[16]
- 2003: 1. helyezés, Magyar női sakkbajnokság[17]
- 2003: 1. helyezés, Acropolis Open, Athén[18]
- 2004: 1. helyezés, 2. Jelizabeta Bikova emlékverseny, Vladimir[19]
- 2005: 2. helyezés, Acropolis International női nagymesterverseny, Athén[20]
- 2005: 3. helyezés, Női egyéni Európa-bajnokság, Kisinyov[21]
- 2005: Hamburg, a férfi nagymesteri címet első alkalommal teljesítette
- 2006: 6. helyezés, Női egyéni Európa-bajnokság, Kusadasi[22]
- 2006: 3. helyezés, Accentus Ladies, Biel-Bienne[23]
- 2007: megosztott 3. helyezés, 4. Mediterrán férfi és női bajnokság, Cannes[24]
- 2008: 2-6. helyezés, Női egyéni Európa-bajnokság, Plovdiv[25]
- 2010: 3-7. helyezés, Női egyéni Európa-bajnokság, Rijeka[26]

### Játékereje
2013. január óta Élő-pontszáma 2448. Azóta a FIDE által figyelembe vehető versenyjátszmát nem játszott, ezért jelenleg inaktívként van nyilvántartva. Legmagasabb Élő-pontszáma 2009. szeptemberben 2482 volt, amellyel akkor 22. volt a világranglistán. A női világranglistán legjobb helyezése a 15. hely volt 2006. júliusban.

## Publikációi
15 éves kora óta jelennek meg cikkei, elemzései rangos német, magyar, cseh, osztrák, olasz és görög sakkfolyóiratokban.
Megjelent könyvei
- The Very Unusual Book About Chess, Magánkiadás, Athén, 2005, ISBN 960-630-606-2
- Conversation with a Professional Trainer – Methods of Positional Play, Athén, 2006.
- Play the Grünfeld, Everyman Chess, London, 2007, ISBN 978-1-85744-521-3
- Fighting the Anti-King's Indians: How to Handle White's Tricky Ways of Avoiding the Main Lines, Everyman Chess, London, 2008. ISBN 978-1-85744-575-6